# Klimonty (Ostrów Mazowiecka)
Pour les articles homonymes, voir Klimonty.
Klimonty (prononciation : [kliˈmɔntɨ]) est un village polonais de la gmina de Stary Lubotyń dans le powiat d'Ostrów Mazowiecka de la voïvodie de Mazovie dans le centre-est de la Pologne.
Il se situe à environ 3 kilomètres au sud-ouest de Stary Lubotyń (siège de la gmina), 13 kilomètres au nord d'Ostrów Mazowiecka (siège du powiat) et à 100 kilomètres au nord-est de Varsovie (capitale de la Pologne).

## Histoire
De 1975 à 1998, le village appartenait administrativement à la voïvodie d'Ostrołęka.